# مجزرة باتشن
مجزرة باتشن هي إحدى المجازر التي ارتكبها المتمردون الكرواتيون ذو الأصل الصربي في جمهورية كرواتيا (لاحقا) أثناء الغزو الصربي العسكري على الأراضي الكرواتية وذلك خلال حرب الاستقلال الكرواتية بتاريخ 21 أكتوبر 1991 في قرية باشين بالقرب من هرفاتسكا دوبيتشا في وسط كرواتيا، وقد أسفرت هذه المجزرة عن موت 110 أشخاص.

## مقدمة
كانت منطقة هرفاتسكا دوبيتشا في أثناء حرب الاستقلال الكرواتية، تشهد ومنذ شهر سبتمبر 1991 م هجمات متكررة، أجبرت العديد من سكان المنطقة لتركها والهروب إلى الأماكن الأكثر سلما، وكانت الهجمات من قبل المتمردين الكرواتيين ذو الأصل الصربي المدعومين من قبل الزعيم الصربي ميلان بابيتش (زعيم صرب كرواتيا السابق المنتحر والمدان بجرائم حرب)، وكانت هذه القوات مؤلفة من وحدات من الجيش الشعبي اليوغوسلافي، وقوات الدفاع الإقليمية ذو الأصل الصربي، وميلشيات كوستاينتسا وقد قامت هذه القوات حوالي السابع من أكتوبر عام 1991 م بالسيطرة على أماكن واسعة من هرفاتسكا كوستاينيتسا.

## أحداث المجزرة
بالرغم من أن السكان هربوا من هذه المناطق المذكورة، إلا أن بعضهم بقي بها وكان عددهم تقريبا 120 شخص كانوا موزعين على عدة قرى باتشن، هرفاتسكا دوبيتسا، وتسيروفلياني، وفي صباح 20 أكتوبر 1991 قامت القوات الصربية باحتجاز 53 مدنيا ووضعتهم في مبنى مركز الإطفاء التابع لهرفاتسكا دوبيتسا، وفي اليوم التالي قامت بتحرير 10 مدنيين من المحتجزين لديها لأنهم ذو أصل صربي أو كانت عندهم ارتباطات مع الصرب، بينما تم اقتياد البقية (43 شخص) إلى موقع قرب باتشن حيث تم إلحاقهم بثلاثة عشر مدنيا آخرين ليصبح المجموع 56 مدنيا، وقاموا بإطلاق النار عليهم، تم العثور على 37 جثة من جثثهم في وقت لاحق من عام 1997 م وكان معظم الضحايا من كبار السن، أعمارهم تتراوح ما بين 60 و90 عاما.
وقد قامت القوات أيضا بأسر عدد آخر من المدنيين عددهم 30 مدنيا من باتشن و24 من دوبيتسا وتسيروفلياني وأقدمت على قتلهم في مكان مجهول، ليصبح مجموع المدنيين الذين قتلوا 110 مدنيا.
وقد تم ذكر هذه الأحداث من قبل شهود عيان أدلوا بشهاداتهم أمام المحكمة الدولية ليوغوسلافيا السابقة وأثناء محاكمة سلوبودان ميلوسوفيتش.